# 월간 말
월간 말은 1985년 6월 15일 민주언론운동협의회의 기관지 형식으로 창간하여 1989년 정기간행물로 등록된 진보적 성격의 월간지이다. 250쪽 분량의 4x6 배판으로 발행되었며 2009년 3월호를 마지막으로 발행이 중단된 상태이다.